# Северная провинция (Судан)
Се́верная прови́нция (араб. الشمالية‎, Эш-Шамалия, англ. Northern) — одна из 18 провинций (вилаятов) Судана.
- Территория 348 765 км².
- Население 699 065 человек (на 2008 год).

Административный центр — город Донгола.
Северная провинция граничит с Египтом на севере и с Ливией на северо-западе.
Одновременно самая большая по площади, но наименьшая по населению провинция.

## История
Город Вади-Хальфа был штабом британцев в конце XIX века в Судане, расположен на севере региона.

## Административное деление

Административное деление штата

Провинция делится на 4 округа (дистрикта):
1. Вади-Хальфа (Wadi Halfa)
2. Донгола (Dongola)
3. Мерави (Merawi)
4. Эд-Дебба (Addabah)

## Археология
В относительно нетронутом погребальном кургане Кадрука 23 (Kadruka 23), расположенном в Северном штате и датируемом 5 тысячелетием до н. э. (нубийский средний неолит), нашли почти 40 захоронений, большинство из которых относится к малолетним субъектам.